# Philip Kjellander
Philip Kjellander född 1990 i Nybro, är en svensk handbollsspelare som spelar i Alstermo IF. Philip har spelat nio säsonger i Alstermo IF, 4 säsonger i div1, 4 säsonger i Allsvenskan och en i div2. 